# Nerisyrenia
Genre
Nerisyrenia est un genre végétal de la famille des Brassicaceae.  

## Liste d'espèces
Selon ITIS :
- Nerisyrenia camporum (Gray) Greene
- Nerisyrenia linearifolia (S. Wats.) Greene